# الهادي القلال
الهادي القلال لاعب كرة قدم تونسي سابق بالترجي الرياضي التونسي، وهو أحد مؤسسَيْ هذا الفريق إلى جانب محمد الزواوي.

## حياته
ولد الهادي القلال في  بزنقة «البزويش» عبر نهج سيدي سلطان بالحلفاوين. كان والده نساجاً. زاول الهادي القلال تعليمه بالمدرسة العرفانية، ثم بالمدرسة الابتدائية لبطحاء الكباش. بعد ذلك درس النجارة، ثم التحق بمعهد إيميل لوبي. تم قبوله كأول تونسي بالمصالح التقنية عام 1920، حيث اشتغل إلى عام 1959. كان أباً لخمسة أبناء، هم نجاة ودلندة ومحمد وفاطمة وسلوى. لعب مدة سنتين في الترجي في مركز متوسط ميدان دفاعي. وكان خلال السنوات العشر الأولى لتأسيس الترجي أمين مال وعضوا في الهيئة المديرة. آخر مباراة للترجي حضرها الهادي القلال جرت في موسم 1968 – 1969 ضد الأولمبي للنقل وانتهت بالتعادل (2 – 2). توفي في قالب:27، أي في نفس السنة التي توفي فيها رفيق دربه محمد الزواوي.